# Civitella d'Agliano
Civitella d'Agliano är en ort och kommun i provinsen Viterbo i regionen Lazio i Italien. Kommunen hade 1 572 invånare (2018).